# تغرمت (تغرامت)
تغرمت هي إحدى مشيخات المملكة المغربية، تتبع جغرافيا لإقليم الفحص أنجرة وإداريًا لتغرامت. يقدر عدد سكانها بـ 2170 نسمة حسب الإحصاء الرسمي للسكان والسكنى لسنة 2004.